# Тензор інерції
Тензор інерції — в механіці абсолютно твердого тіла — тензорна величина, що зв'язує момент імпульсу тіла і кінетичну енергію його обертання з кутовою швидкістю:
{\displaystyle \ {\vec {L}}=J{\vec {\omega }}}
де {\displaystyle \ J} — тензор інерції, {\displaystyle \ {\vec {\omega }}} — кутова швидкість, {\displaystyle {\vec {L}}} — момент імпульсу
{\displaystyle \ E_{kin\ rot}={1 \over 2}\ {\vec {\omega }}^{\,T}\cdot J\cdot {\vec {\omega }}}
{\displaystyle \ E_{kin}=E_{kin\ rot}+{p^{2} \over 2m}},
в компонентах це виглядає так:
{\displaystyle \ L_{i}=\sum _{j}J_{ij}\omega _{j}}
{\displaystyle \ E_{kin\ rot}={1 \over 2}\sum _{ij}\omega _{i}J_{ij}\omega _{j}}
Використовуючи визначення моменту імпульсу системи N матеріальних точок (перенумерованих в формулах нижче індексом k):
{\displaystyle \ {\vec {L}}=\sum _{k=1}^{N}[\ {\vec {r}}_{k}\times (\ m_{k}\ {\vec {v}}_{k}\ )\ ]}
і кінематичний вираз для швидкості через кутову швидкість:
{\displaystyle \ {\vec {v}}=[\ {\vec {\omega }}\times {\vec {r}}\ ]}
і порівнюючи з формулою, що виражає момент імпульсу через тензор інерції і кутову швидкість (перша формула в цій статті), неважко отримати явний вираз для тензора інерції:
{\displaystyle \ J_{ij}=\sum _{k}(\ m_{k}\ (\delta _{ij}r_{k}^{2}-r_{i_{k}}r_{j_{k}})\ ))}
або:
{\displaystyle \ J_{ij}=\int (\delta _{ij}r^{2}-r_{i}r_{j}\ )dm=\int (\delta _{ij}r^{2}-r_{i}r_{j}\ )\rho dV},
де r — відстані від точок до центру, навколо якого обчислюється система частинок.